# Municipio de River View
El municipio de River View (en inglés: River View Township) es un municipio ubicado en el condado de Jefferson en el estado estadounidense de Misuri. En el año 2010 tenía una población de 16567 habitantes y una densidad poblacional de 532,43 personas por km².

## Geografía
El municipio de River View se encuentra ubicado en las coordenadas 38°13′20″N 90°23′49″O / 38.22222, -90.39694. Según la Oficina del Censo de los Estados Unidos, el municipio tiene una superficie total de 31.12 km², de la cual 30 km² corresponden a tierra firme y (3.58%) 1.11 km² es agua.

## Demografía
Según el censo de 2010, había 16567 personas residiendo en el municipio de River View. La densidad de población era de 532,43 hab./km². De los 16567 habitantes, el municipio de River View estaba compuesto por el 93.41% blancos, el 3.42% eran afroamericanos, el 0.3% eran amerindios, el 0.69% eran asiáticos, el 0.03% eran isleños del Pacífico, el 0.25% eran de otras razas y el 1.9% pertenecían a dos o más razas. Del total de la población el 1.15% eran hispanos o latinos de cualquier raza.